# Achateny
Achateny is een dorp in de buurt van Acharacle in de Schotse Hooglanden.

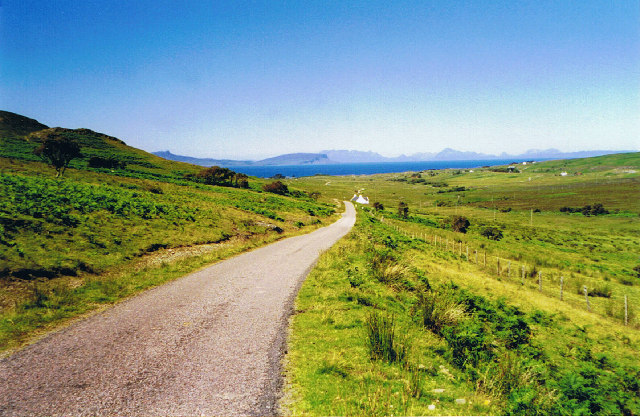
Weg van Achateny naar Branault